# Michael Horse
Michael Heinrich Horse (ur. 1951 w Arizonie) – amerykański aktor.

## Filmografia

### Filmy
- 2003 – 18 Money jako John Baxter
- 2002 – A.K.A. Birdseye jako Pete Longshadow
- 2001 – Dirt jako skazaniec
- 2001 – Dream Storm jako Andrew One Sky
- 1999 – Diamentowy trakt (In the Blue Ground) jako Andrew One Sky
- 1998 – Star of Jaipur jako pułkownik Ironwood
- 1996 – Navajo Blues jako Bogay
- 1994 – Nieugięta (Lakota Woman: Siege at Wounded Knee) jako Dennis Banks
- 1993 – Dom z kart (House of Cards) jako Stoker
- 1992 – Pasażer 57 (Passenger 57) jako Forget
- 1992 – Twin Peaks: Ogniu krocz ze mną (Twin Peaks: Fire Walk with Me) jako zastępca szeryfa Tommy ,,Hawk’" Hill
- 1990 – Strzały na pograniczu (Border Shootout) jako Dandy Jim
- 1989 – Śmiercionośna Broń (Deadly Weapon) jako Indian Joe
- 1989 – Kowboj i Francuz (The Cowboy and the frenchman) jako Broken Feather
- 1989 – Szeryf z Randado (The Law at Randado)
- 1988 – Rented Lips jako Bobby Leaping Mouse
- 1988 – Gorejąca miłość (Love at Stake) jako lekarz
- 1982 – Porachunki (THE AvenginG) jako Josuah
- 1981 – Legenda o samotnym jeźdźcu (The Legend of the Lone Ranger) jako Tonto

### Seriale
- 2017 – Twin Peaks (Twin Peaks: The Return) jako zastępca szeryfa Tommy ,,Hawk" Hill
- 2000–2006 – Zwariowany świat Malcolma (Malcolm in the Middle) jako strażnik Steve
- 1999–2002 – Roswell: W kręgu tajemnic (Roswell) jako zastępca Owen Blackwood
- 1993–1994 – Nietykalni (The Untouchables) jako George Steelman
- 1993–2002 – Z Archiwum X (The X Files) jako szeryf Charles Tskany
- 1991 – Hasło: kocham cię (P.S.I. Luv U) jako Russell
- 1990–1991 – Miasteczko Twin Peaks (Twin Peaks) jako zastępca szeryfa Tommy ,,Hawk" Hill
- 1988–1990 – Paradise
- 1985–1987 – Niesamowite historie (Amazing Stories) jako indianin
- 1982–1986 – Nieustraszony (Knight Rider) jako Jonathan Eagle